# يو إف سي 101
يو إف سي 101: بيان (بالإنجليزية: UFC 101: Declaration)‏ هو حدث لفنون القتال المختلطة نظمته يو إف سي، أُقيم في 8 أغسطس 2009، على مركز واكوفيا في فيلادلفيا، بينسلفانيا، الولايات المتحدة.